# Mistrzostwa Świata Par na Żużlu 1992
Mistrzostwa Świata Par 1992 – dwudziesta trzecia edycja w historii na żużlu. Wygrała para amerykańska – Sam Ermolenko, Ronnie Correy i rezerwowy Greg Hancock.

## Półfinały

### Pierwszy półfinał
- 7 czerwca 1992 r. (niedziela),  Pardubice
- Awans: 3

| Miejsce | Kraje             | Suma | Zawodnicy                                   | Pkt.   | Pkt bieg. |
| ------- | ----------------- | ---- | ------------------------------------------- | ------ | --------- |
| 1       | Stany Zjednoczone | 26   | Ronnie Correy Sam Ermolenko                 | 16 10  | b.d       |
| 2       | Szwecja           | 22   | Per Jonsson Tony Rickardsson Jimmy Nilsen   | 15 4 3 | b.d       |
| 3       | Australia         | 19   | Leigh Adams Shane Parker Craig Boyce        | 13 4 2 | b.d       |
| 4       | Czechosłowacja    | 18   | Bohumil Brhel Roman Matoušek Antonín Kasper | 12 4 2 | b.d       |
| 5       | Polska            | 14   | Tomasz Gollob Piotr Świst Sławomir Drabik   | 9 4 1  | b.d       |
| 6       | Węgry             | 14   | Zoltan Adorjan Sandor Tihanyi Antal Kocso   | 10 2   | b.d       |
| 7       | Finlandia         | 13   | Vesa Ylinen Juha Moksunen                   | 9 4    | b.d       |

### Drugi półfinał
- 7 czerwca 1992 r. (niedziela),  Norden
- Awans: 3

| Miejsce | Kraje         | Suma | Zawodnicy                            | Pkt.   | Pkt bieg.          |
| ------- | ------------- | ---- | ------------------------------------ | ------ | ------------------ |
| 1       | Anglia        | 28   | Gary Havelock Paul Thorp             | 18 10  | (3,3,3,3,3,3) b.d. |
| 2       | Dania         | 26   | Tommy Knudsen Hans Nielsen           | 14 2   | b.d                |
| 3       | Nowa Zelandia | 21   | Mitch Shirra Mark Thorpe             | 11 10  | b.d                |
| 4       | Norwegia      | 19   | Lars Gunnestad Einar Kyllingstad     | 11 7   | b.d                |
| 5       | Niemcy        | 17   | Gerd Riss Tommy Dunker Andre Pollehn | 11 3 0 | b.d                |
| 6       | WNP           | 11   | Rene Aas Rinat Mardanszyn            | 6 5    | b.d                |
| 7       | Austria       | 8    | Andreas Bössner Heinrich Schatzer    | 6 2    | b.d                |

## Finał
- 18 lipca 1992 r. (sobota),  Lonigo

| Miejsce | Kraje             | Suma | Zawodnicy                                                | Pkt.      | Pkt bieg.                                 |
| ------- | ----------------- | ---- | -------------------------------------------------------- | --------- | ----------------------------------------- |
| 1       | Stany Zjednoczone | 23+3 | Sam Ermolenko Ronnie Correy rez. Greg Hancock            | 9 3 11+3  | (1,2,2,1,1,2) (2,1,-,-,-,-) (-,-,3,2,3,3) |
| 2       | Anglia            | 23+2 | Gary Havelock Kelvin Tatum rez. Martin Dugard            | 15+2 8 ns | (3,3,1,3,3,2) (0,1,2,2,0,3) ns            |
| 3       | Szwecja           | 22   | Per Jonsson Henrik Gustafsson rez. Tony Rickardsson      | 14 8 ns   | (2,2,3,3,2,2) (3,0,0,2,3,0) ns            |
| 4       | Włochy            | 18   | Armando Castagna Valentino Furlanetto rez. A. Dal Chiele | 16 2 0    | (3,3,2,3,2,3) (1,0,-,0,1,0) (-,-,0,-,-,-) |
| 5       | Dania             | 16   | Hans Nielsen Tommy Knudsen rez. Brian Karger             | 13 1 2    | (3,3,3,2,1,1) (1,-,-,-,0,-) (-,0,1,1,-,0) |
| 6       | Nowa Zelandia     | 14   | Mitch Shirra Mark Thorpe rez. David Bargh                | 12 0 2    | (1,2,1,3,3,2) (0,0,0,-,-,-) (-,-,-,0,1,1) |
| 7       | Australia         | 10   | Craig Boyce Leigh Adams rez. Shane Parker                | 5 4 1     | (0,2,0,-,2,1) (2,1,1,0,-,0) (-,-,-,1,0,-) |